# Петренко, Павел Николаевич
Павел Николаевич Петренко (7 января 1904 — 9 мая 1991) — советский военный деятель, контр-адмирал, участник Великой Отечественной войны.

## Биография
Павел Николаевич Петренко родился 7 января 1904 года в местечке Ржищев (ныне — Кагарлыкский район Киевской области Украины). В 1925—1926 годах проходил службу в Рабоче-Крестьянской Красной Армии. В 1928 году поступил в Киевский институт народного хозяйства, но успел окончить только один курс, после чего перевёлся в Киевский технологический институт сахарной промышленности. Окончил два его курса. В 1933 году Петренко был призван на службу в Военно-морской флот СССР. В 1934 году окончил химический сектор Специальных классов командного состава Военно-морских сил Красной Армии. Служил на Тихоокеанском флоте. В феврале 1940 года переведён в центральный аппарат Военно-морского флота СССР на должность старшего инспектора — старшего помощника начальника 9-го отдела Управления боевой подготовки. Здесь его застало начало Великой Отечественной войны.
В апреле 1942 года Петренко был направлен в осаждённый Ленинград на должность флагманского химика штаба Балтийского флота. Проводил большую работу по внедрению и применению зажигательных средств в военно-морской авиации, благодаря чему вражеским базам был нанесён большой ущерб. Лично разрабатывал операции по налётам на военно-морские базы с применением бомб-«зажигалок», причём сам находился на бортах самолётов. Координировал применение зажигательных средств и во время прорыва блокады Ленинграда в районе Мги. В условиях блокадного города проводил огромную работу по изысканию средств и организации производства дымовых шашек и цветных дымов из местных ресурсов. При обстрелах Главной базы Балтийского флота руководил постановкой дымовых завес.
В августе 1943 года возглавил 3-й отдел Химического управления Военно-морских сил, ведавший боевой подготовкой. С мая 1946 года являлся заместителем начальника этого управления. С июне 1950 года — на преподавательской работе, был начальником кафедры химического оружия, начальником кафедры химического оружия и общей химии, начальником химической службы Высшего военно-морского училища имени М. В. Фрунзе. В 1954—1964 годах возглавлял химическую службу Военно-морского флота СССР. В июне 1964 года был уволен в запас. Умер в Москве 9 мая 1991 года, похоронен на родине, в городе Ржищеве Киевской области Украины.

## Награды
- Орден Ленина (1950);
- Орден Красного Знамени (26 февраля 1953 года);
- 2 ордена Отечественной войны 1-й степени (23 сентября 1943 года, 6 апреля 1985 года);
- 2 ордена Красной Звезды (25 марта 1943 года, 6 ноября 1947 года);
- Медали «За боевые заслуги» (3 ноября 1944 года), «За оборону Ленинграда» и другие медали.